# Хмарочос (роман)
«Хмарочос» — роман українського письменника Валентина Терлецького; опублікований 2012 року у видавництві «Нора-Друк». Сам автор визначив жанр роману соціально-психологічний і політичний трилер.
Роман потрапив до «довгого списку» премії «Книга року ВВС-2012», став переможцем у номінації «Вибір видавців» Міжнародного конкурсу романів та кіносценаріїв «Коронація слова» 2012.

## Анотація
| Мистецьке середовище живе за своїми правилами - виставки, концерти, презентації, творча конкуренція, пошуки натхнення, повна відстороненість від політичних процесів в країні... Але в одну мить все змінюється: в країні встановлюється диктатура, новий міністр культури оголошує правила, яких відтепер мають дотримуватися всі. Під заборону потрапляє будь-яке вільне мистецтво і на офіційному рівні затверджуються нові дозволені для творчості теми. Більшість митців, які ще пам'ятають радянські часи, коли вся творчість суворо цензурувалася, вирішує, що опір не має сенсу, і підкоряється новій владі. І лише сотня митців — рок-музикантів, поетів, письменників, артистів вирішує боротися за творчу свободу. "Сотня нескорених" захоплює хмарочос в центрі міста і влаштовує на його даху свій табір. Вони висувають вимоги владі – або вона скасовує цензуру і заборону на вільну творчість, або митці скоять акт масового самогубства і тим самим підбурять громадськість до активних дій і викличуть резонанс у світі. Влада намагається різними способами вгамувати протест — залякуванням, погрозами розправи з близькими, але врешті-решт вдається до підкупу — пропонує кожному вигідні контракти, високі посади, державне фінансування виставок і гастролей... І кожний із "сотні нескорених" постає перед важким вибором — виборювати до кінця свободу і вмерти чи зрадити спільну ідею і отримати преференцію для себе. |

## Огляди
Тарас Фасоля на ресурсі ЛітАкцент написав: «під обкладинкою покетбука — потрясання кулаком у бік влади й пересторога автора до братів по розуму та зайнятості… Хоч би які були митці, але вони готові боротися за культуру, стати передовим загоном спротиву владі».
Павло Солодько на BBC Україна написав: «Терлецький послідовно проводить нас через прогнозовані ситуації очима кожного з героїв до фіналу — нібито відкритого, але з попередньої логіки подій легко здогадатися».
Ольга Герасименко на сайті «Друг читача» написала: «хтозна, можливо саме цього — підліткової злості, чесності та безкомпромісності — нам не вистачає для того, щоб замість постійних нарікань на життя насмілитися ступити на дах котрогось з хмарочосів, і вистояти там до кінця?».

## Видання
- 2012 рік — видавництво «Нора-Друк».